# 성 안드레아 장로교 교회 (오타와)

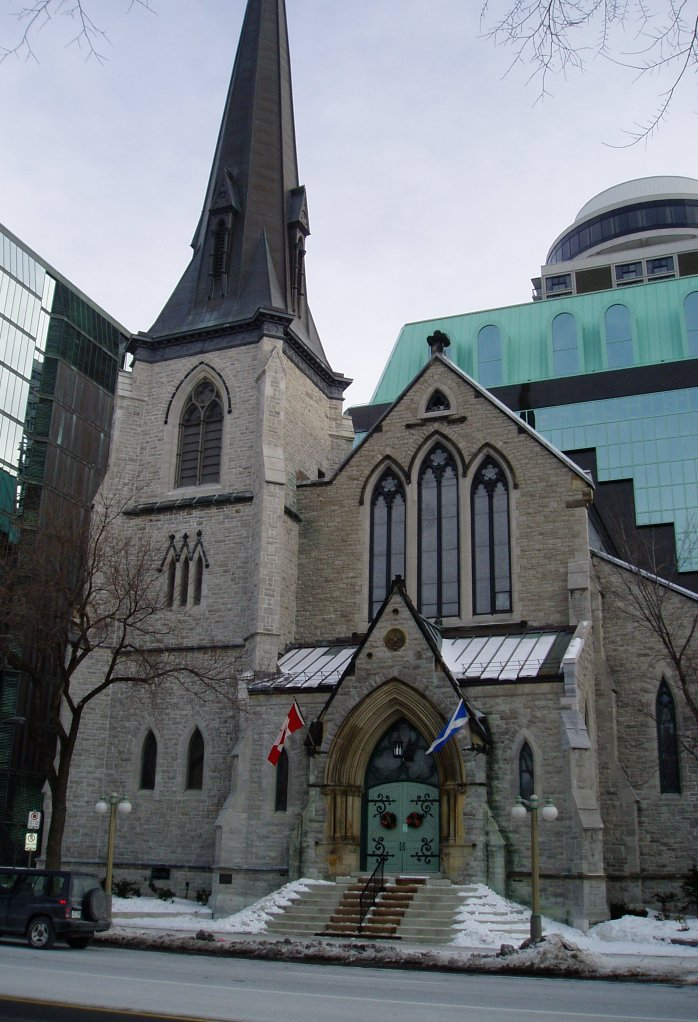
성 안드레아 장로교 교회 (2005년)

성 안드레아 장로교 교회(영어: St. Andrew's Presbyterian Church, 프랑스어: Église presbytérienne St-Andrew)는 캐나다 온타리오주 오타와에 위치한 캐나다 장로교회 소속 교회이다. 성 안드레아 장로교 교회는 오타와에서 가장 오래된 교회이다.

## 역사
니콜라스 스파크스는 1827년에 교회를 지을 땅의 기증함으로써 시작하였다. 성 안드레아 장로교 교회는 1828년에 열렸다. 가장 오래된 캐나다 장교교회 소속 교회이기도 하다.

## 같이 보기
- 토마스 맥케이